# Viola diffusa
Viola diffusa Ging. – gatunek roślin z rodziny fiołkowatych (Violaceae). Występuje naturalnie w Nepalu, północno-wschodnich Indiach, Mjanmie, Tajlandii, Laosie, Wietnamie, Malezji, na Filipinach, Tajwanie, w Chinach (w prowincjach Anhui, Fujian, południowo-wschodnim Gansu, Guangdong, Kuangsi, Kuejczou, Hajnan, Henan, Hubei, Hunan, Jiangsu, Jiangxi, południowym Shaanxi, Syczuan, Junnan i Zhejiang oraz w Tybecie i Japonii. 

## Morfologia
PokrójBylina tworząca kłącza i rozłogi.
LiścieBlaszka liściowa ma owalnie sercowaty kształt. Mierzy 7–9 cm długości oraz 5–7 cm szerokości, jest ząbkowana na brzegu, ma sercowatą nasadę i ogoniasto spiczasty wierzchołek. Ogonek liściowy jest nagi i ma 20 cm długości. Przylistki są lancetowate i osiągają 10 mm długości.
KwiatyPojedyncze, wyrastające z kątów pędów. Mają działki kielicha o owalnie lancetowatym kształcie. Płatki są odwrotnie jajowate, mają fioletową barwę oraz 15–17 mm długości, dolny płatek jest owalny, mierzy 18-20 mm długości, z niebieskimi żyłkami, posiada obłą ostrogę o długości 4 mm.
OwoceTorebki mierzące 13 mm długości, o jajowatym kształcie.

## Biologia i ekologia
Rośnie w lasach, na łąkach, brzegach cieków wodnych, skarpach i terenach skalistych. 

## Zmienność
W obrębie tego gatunku oprócz podgatunku nominatywnego wyróżniono jeden podgatunek:
- V. diffusa subsp. apoensis (Elmer) D.M.Moore – występuje na Filipinach i Nowej Gwinei[5]